# 洛帕京齊 (沙爾霍羅德區)

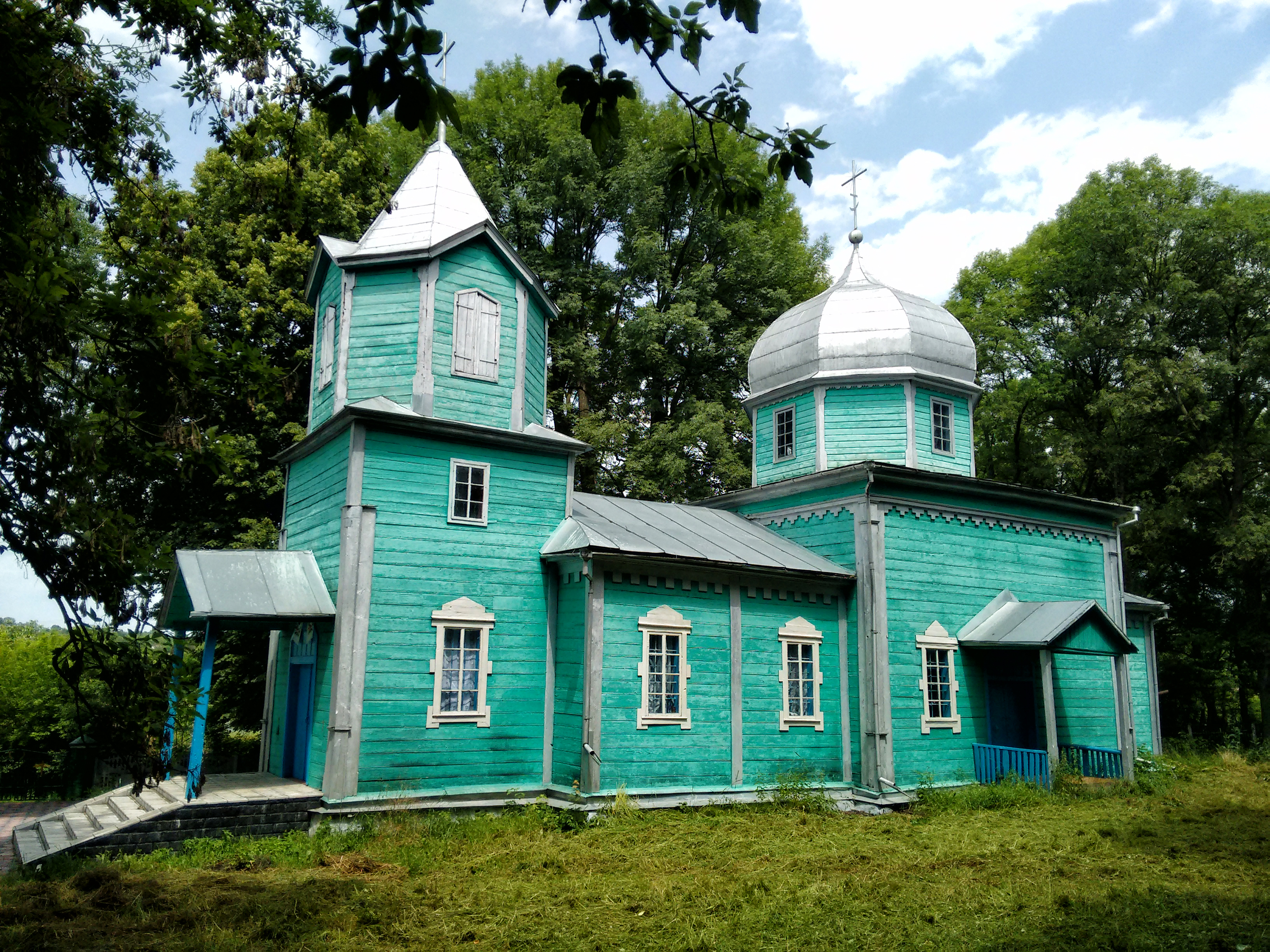

洛帕京齊（烏克蘭語：Лопатинці），是烏克蘭的村落，位於該國西南部文尼察州，由日梅林卡區負責管轄，始建於1590年，面積11.47平方公里，海拔高度284米，2021年人口100，人口密度每平方公里28.09人。
48°48′47″N 28°22′9″E / 48.81306°N 28.36917°E